# 藝術科學博物館
藝術科學博物館（英語：ArtScience Museum）為濱海灣金沙的景點之一，濱海灣金沙為拉斯維加斯金沙集團於新加坡所擁有的綜合性度假村。由新加坡總理李顯龍於2011年2月17日為其揭幕，它也為世界上第一座藝術科學博物館。
尽管有常设展览ArtScience美术馆，但ArtScience博物馆主要举办由其他博物馆策划的巡回展览。

## 建筑
艺术科学博物馆由摩西·萨夫迪设计，外形像一朵盛开的莲花。

### 可持续发展
雨水被收集并沿着建筑物的中央向下引导，通过碗形的屋顶流入建筑物最低层的反射池。然后，雨水被回收以用于建筑物的洗手间。

## 营业时间
每天上午 10:00 至晚上 7:00，包括公共假日。最晚入场时间为下午 6:00。

## 外部連結
- 新加坡艺术科学博物馆官方网站（简体中文） （页面存档备份，存于）

1°17′10″N 103°51′33″E / 1.28611°N 103.85917°E